# Stephen J. Darbyshire
Stephen J. Darbyshire (1953 - ) es un botánico agrostólogo, y micólogo canadiense.

## Algunas publicaciones
- s.g. Aiken, s.j. Darbyshire, leonard p. Lefkovitch. 1986. Restricted taxonomic value of leaf sections in Canadian narrow-leaved Festuca (Poaceae). Contribution ... from Engineering and Statistical Research Institute. 13 pp.

### Libros
- s.g. Aiken, s.j. Darbyshire. 1983. Grass genera of western Canadian cattle rangelands. Nº 29 de Monograph (Canada. Agriculture Canada. Research Branch). 173 pp. ISBN 0660113864
- -------, -------. 2007. Invasive plants: inventories, strategies and action. Volumen 5 de Topics in Canadian weed science. 165 pp. ISBN 0968897053
- s.j. Darbyshire, raj Prasad. 2009. 2008 weeds across borders. 289 pp. ISBN 0981196306

- La abreviatura «Darbysh.» se emplea para indicar a Stephen J. Darbyshire como autoridad en la descripción y clasificación científica de los vegetales.[3]